# Jakob Bruggema
Jakob Bruggema (Veendam, 30 juni 1909 – Westerbork, 12 oktober 1944) was een Nederlandse verzetsstrijder en oorlogsslachtoffer. Hij woonde in Veendam en was gereformeerd. Van beroep was hij architect.
Jakob Bruggema was tijdens de Tweede Wereldoorlog actief in het verzet en betrokken bij de illegale pers. In Zuidbroek maakte hij het illegale blad 'Doorgeven'; eerst samen met de broers B. Antonides en Hielke Antonides en G. Velthuis, daarna met zijn twee zussen en vier broers. Ook was hij actief bij de krant Trouw. Bruggema was commandant van de Ordedienst in district VII. Hij verleende hulp aan joden en was actief bij de Landelijke Onderduikorganisatie Veenkoloniën. Op 29 september 1944 werd hij door de Duitsers gearresteerd in de boshut in het Drentse Anloo. Hij werd gevangen gezet in Assen, het Scholtenhuis en het Huis van Bewaring, beide in Groningen.
Jakob Bruggema werd op 35-jarige leeftijd in Westerbork gefusilleerd. Op 2 november 1945 is hij herbegraven op de begraafplaats Het Esserveld in Groningen en herdacht op het Oorlogsmonument Esserveld.